# Papel fotográfico
Papel fotográfico é um tipo de papel especialmente tratado com revestimentos químicos que permitem a impressão de imagens com alta definição, brilho e fidelidade de cores. Utilizado para fins domésticos, profissionais e industriais, esse tipo de papel é ideal para a reprodução física de fotografias, artes gráficas e materiais promocionais.

## História
O uso do papel fotográfico remonta ao século XIX, nos processos fotográficos analógicos que envolviam haletos de prata. Com a evolução da fotografia digital e o desenvolvimento de impressoras modernas, o papel fotográfico passou a ser fabricado com camadas específicas para impressoras jato de tinta e laser, possibilitando secagem rápida, durabilidade e compatibilidade com diferentes tipos de tinta.

## Composição e estrutura
O papel fotográfico moderno é composto por uma base de celulose ou de resina (RC – resin coated), sobre a qual são aplicadas camadas receptoras microporosas ou expansíveis. Essas camadas permitem a absorção controlada da tinta, evitando borrões e promovendo cores intensas. Alguns modelos incluem uma camada protetora adicional, com filtro UV e resistência à água.

## Tipos de acabamento
Os papéis fotográficos são classificados principalmente por seu acabamento superficial:
- Brilhante (glossy): superfície lisa e reflexiva, realça as cores e o contraste da imagem.
- Fosco (matte): acabamento opaco, reduz reflexos e é indicado para ambientes iluminados ou impressões com texto.
- Satinado ou semi-brilho (satin/lustre): possui brilho moderado, equilibrando contraste e resistência a marcas de dedo.
- Perolado ou texturizado: utilizados em impressões artísticas e produtos personalizados.

## Compatibilidade com impressoras
A escolha do papel fotográfico deve considerar o tipo de impressora utilizada:
- Em impressoras jato de tinta, os papéis devem conter camadas receptoras que absorvem tinta corante (dye) ou pigmentada. Papéis microporosos são mais indicados para impressões com tinta pigmentada, pois secam mais rápido e oferecem maior resistência à umidade.
- Em impressoras laser, o papel precisa suportar altas temperaturas, sendo revestido com materiais resistentes ao calor para evitar deformações durante o processo de fusão do toner.

## Gramatura e especificações técnicas
O papel fotográfico pode variar entre 80 g/m² e 300 g/m². Gramaturas mais altas proporcionam maior rigidez e percepção de qualidade. Outras características técnicas incluem:
- Capacidade de absorção de tinta;
- Tempo de secagem;
- pH neutro para arquivamento;
- Resistência a umidade, calor e exposição à luz solar.

## Aplicações
As aplicações do papel fotográfico são amplas:
- Impressão de fotografias pessoais e profissionais;
- Brindes personalizados como canecas, calendários, chaveiros;
- Materiais promocionais e cartões comemorativos;
- Scrapbook e álbuns de família;
- Produção artística, como quadros e amostras visuais.

## Armazenamento e conservação
Para preservar a qualidade da impressão:
- O papel deve ser armazenado em local seco, sem incidência direta de luz solar;
- Impressões devem ser protegidas por plásticos, molduras ou laminação;
- Deve-se evitar contato com superfícies abrasivas e manuseio com as mãos sujas ou úmidas.